# Méliphage de Nouvelle-Hollande
Phylidonyris novaehollandiae
Espèce
Statut de conservation UICN

 LC  : Préoccupation mineure
Le Méliphage de Nouvelle-Hollande (Phylidonyris novaehollandiae) est une espèce de passereaux endémique de l'Australie méridionale.

## Description

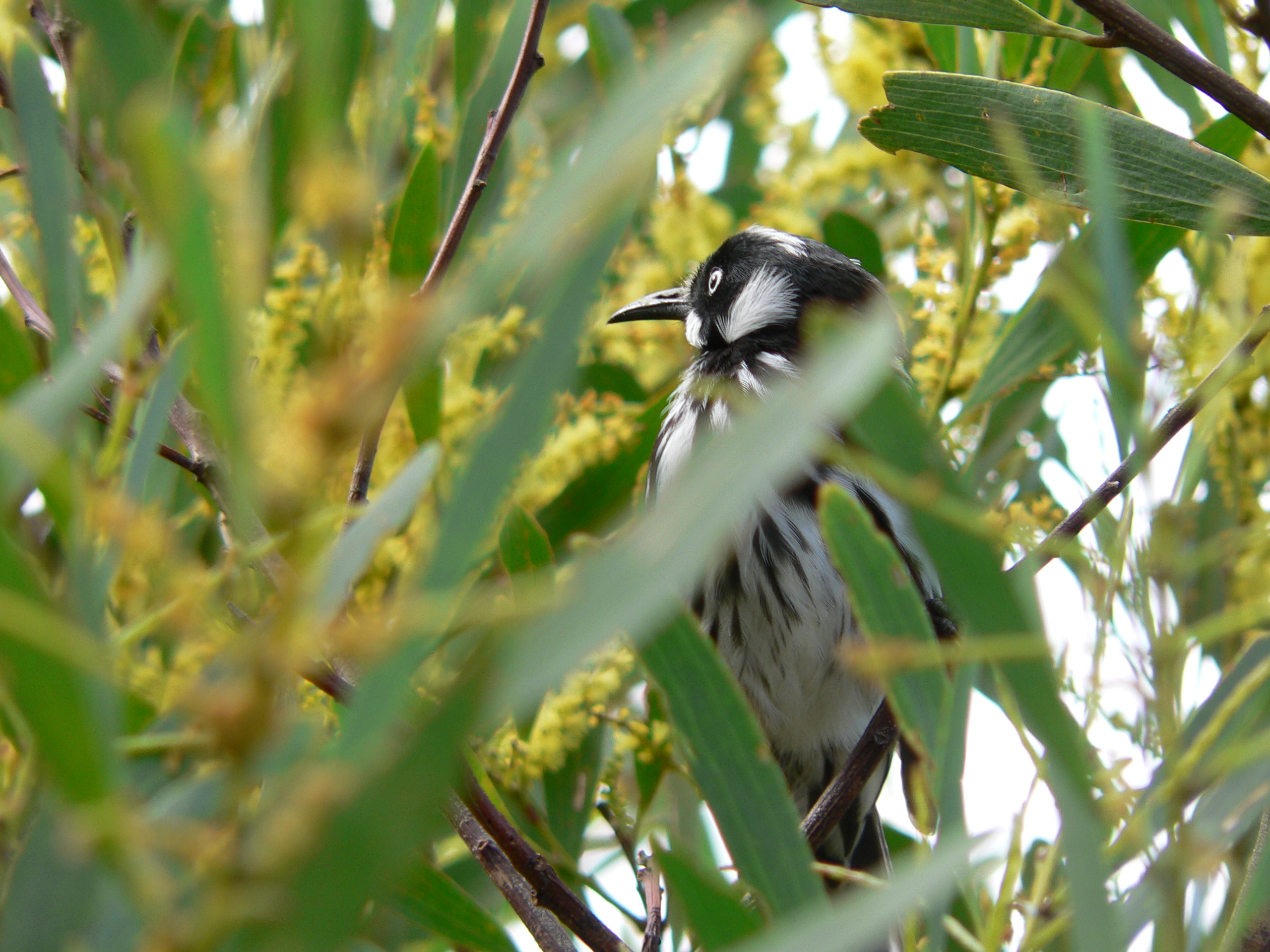
Le Méliphage de Nouvelle-Hollande (photo prise en Australie)

Mesurant environ dix-huit centimètres de long, il est de couleur principalement noire, avec un iris blanc, des touffes blanches sur la tête et des bords jaunes sur les plumes des ailes et de la queue. Les sexes ne sont pas différenciés, sauf que les femelles sont légèrement plus petites. Les jeunes sont plutôt bruns et ont les yeux gris.

## Comportement
C'est un oiseau très actif qui se pose rarement assez longtemps pour  permettre une observation prolongée. À l'approche d'un danger, comme un oiseau de proie, les méliphages de Nouvelle-Hollande se rassemblent et lancent un cri d'alarme. 

## Alimentation
Le Méliphage de Nouvelle-Hollande se nourrit principalement du nectar des fleurs mais il consomme aussi des fruits, des insectes et des araignées. Il se nourrit parfois en solitaire mais le plus souvent en bandes importantes.

## Sous-espèces
D'après Alan P. Peterson, 5 sous-espèces ont été décrites :
- P. n. novaehollandiae (Latham, 1790) — du sud-est du Queensland à l'Australie-Méridionale ;
- P. n. canescens (Latham, 1790) — îles du détroit de Bass ;
- P. n. caudatus Salomonsen, 1966 — Tasmanie ;
- P. n. campbelli (Mathews, 1923) — île Kangourou ;
- P. n. longirostris (Gould, 1846) — sud-ouest de l'Australie.